# Parapaurocephala longicella
Parapaurocephala longicella är en insektsart som först beskrevs av Leonard D. Tuthill 1943.  Parapaurocephala longicella ingår i släktet Parapaurocephala och familjen rundbladloppor. Inga underarter finns listade i Catalogue of Life.